# Ovalla
Ovalla är en travbana i Oviken. Banan invigdes den 28 februari 1971,
Oviken arrangerar travtävlingar under sommarmånaderna. Ovikens travvecka under juni/juli med tre tävlingsdagar brukar locka mycket publik. 
Ovalla är en av de fem banor som mäter 800 meter i omkrets, och upploppet på 140 meter tillhör de kortare i landet. Dessutom är banan är så pass smal att endast sex hästar får plats i det första ledet bakom startbilen.